# Chlidonias hybrida
Il mignattino piombato (Chlidonias hybrida, Pallas, 1811), è un uccello della sottofamiglia Sterninae nella famiglia Laridae.

## Tassonomia
Il mignattino piombato ha 3 sottospecie:
- Chlidonias hybrida hybrida
- Chlidonias hybrida delalandii
- Chlidonias hybrida javanicus

## Distribuzione e habitat
Il mignattino piombato è presente in tutti i continenti, in Italia esistono rare nidificazioni sul delta del Po e nelle paludi presso Molinella.

## Biologia

### Riproduzione
Esso nidifica in primavera inoltrata.

## Galleria d'immagini

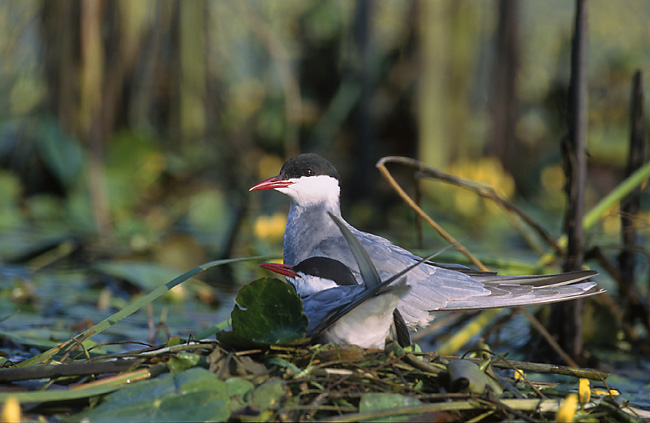
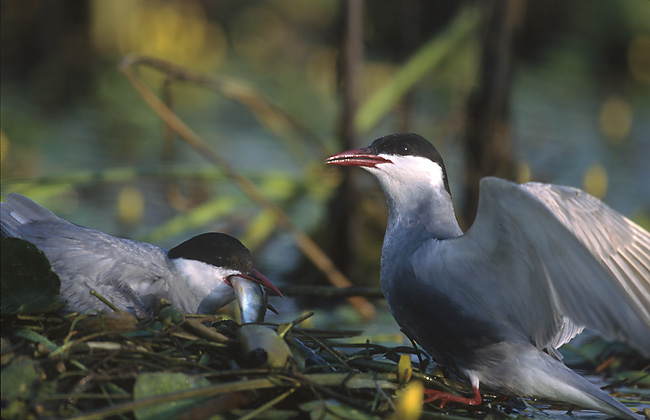
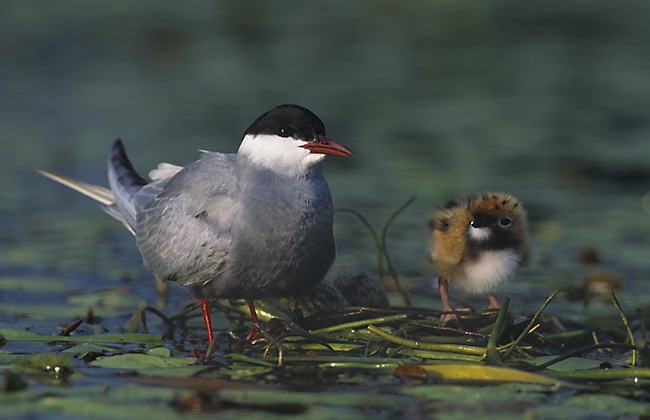
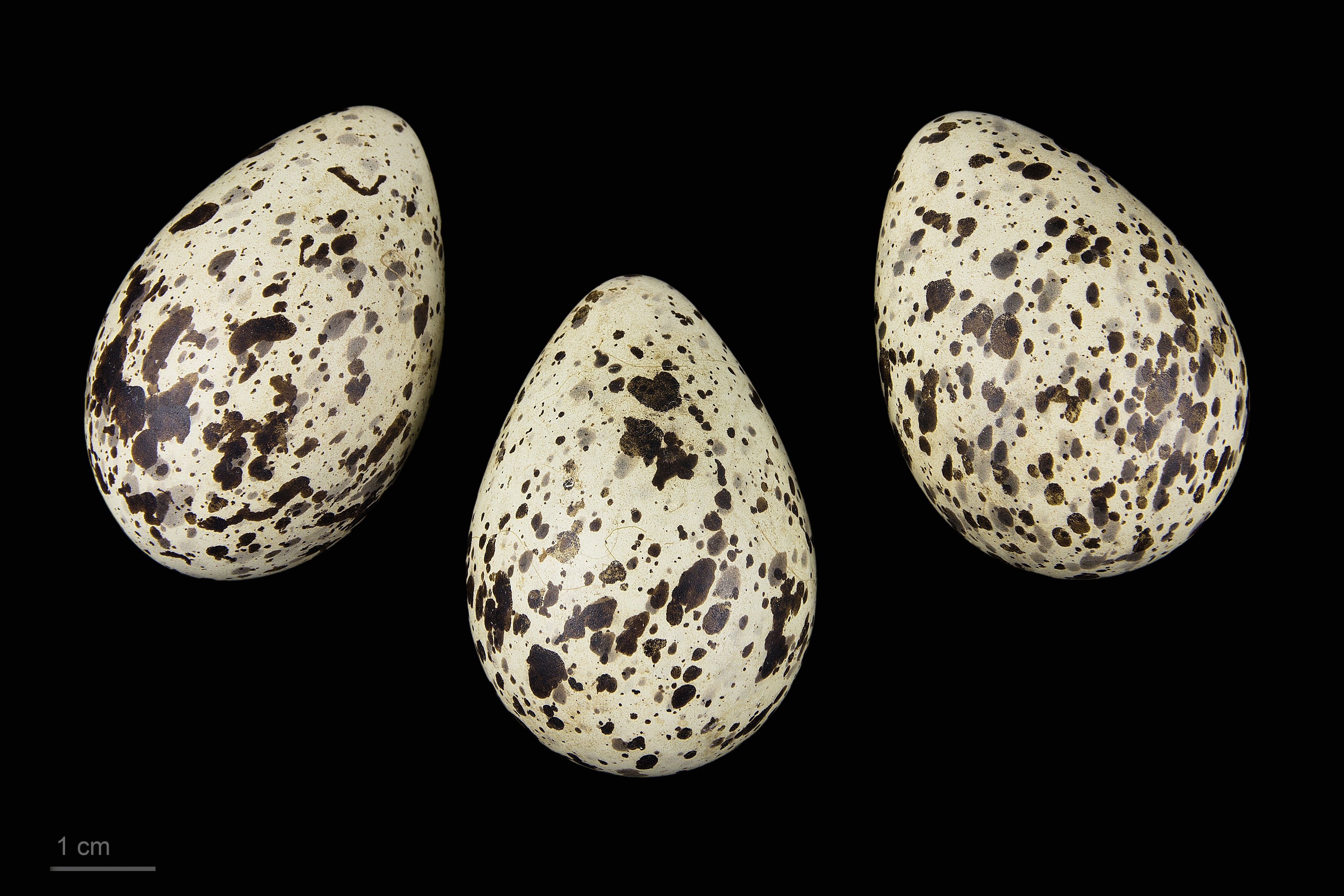
Museum specimen